# Lisa Streich
Lisa Streich (* 19. April 1985 in Norra Råda) ist eine schwedische Komponistin.

## Leben und Wirken
Streich, die in der Nähe von Hamburg aufgewachsen ist, lernte Geige und Klavier, später kam die Orgel hinzu. Gelegentlich schrieb sie eigene Kompositionen, dachte aber nicht daran, dies zu professionalisieren. Mit 19 Jahren erlebte sie in Berlin ein Konzert von Rebecca Saunders, das sie zu ihrem Kompositionsstudium anregte. Sie studierte 
in Berlin, Stockholm, Salzburg, Paris und Köln bei  Adriana Hölszky, Mauro Lanza, Johannes Schöllhorn und Margareta Hürholz. Hinzu kamen  Meisterkurse bei Chaya Czernowin, Steven Takasugi, Hanspeter Kyburz und Daniel Roth und ein Stipendium an der Norwegischen Musikhochschule mit Helmut Lachenmann als Mentor.
Streich hat bisher (2023) 25 Werke verfasst. Porträt-CDs erschienen 2018 bei WERGO (Pietà) und 2019 bei Kairos (Augenlider). Ungewöhnlich ist, wie sehr sie die ausführenden Musiker als Teil des kreativen Kompositionsprozesses mitdenkt. Dadurch verwischen Alan Gilbert zufolge die herkömmlichen Grenzen zwischen dem Komponisten und den Interpreten.
Streich erhielt zahlreiche Kompositionsaufträge; unter anderem schrieb sie das Auftragswerk für den ARD-Musikwettbewerb 2021. Ihre Werke wurden von renommierten Ensembles wie dem Deutschen Symphonie-Orchester Berlin, dem Quatuor Diotima, dem Kairos Quartett, dem ensemble recherche, dem Eric Ericson Kammerchor, Nouvel Ensemble Moderne Montréal, Ensemble MusikFabrik, dem Münchener Kammerorchester, dem NDR Elbphilharmonie Orchester und anderen interpretiert. 
Streich, die drei Kinder hat, lebt auf der Insel Gotland.

## Preise und Auszeichnungen
Streich erhielt zahlreiche Preise und Stipendien wie den Cité Internationale des Arts Paris, den Orchesterpreis der Anne-Sophie Mutter Foundation, den Busoni Förderpreis der Akademie der Künste Berlin, das Bernd-Alois-Zimmermann-Stipendium, den Rompreis der Villa Massimo, die Roche Young Commissions des Lucerne Festivals, den Ernst von Siemens Musikpreis (Förderpreis) sowie 2022 den Heidelberger Künstlerinnenpreis. Weiterhin wurde sie als Laureatin von ricordilab ausgewählt, einem internationalen Programm des Verlags Ricordi Berlin zur Förderung junger Komponisten.